# 洪山区
洪山区（こうざん-く）は中華人民共和国湖北省武漢市に位置する市轄区。

## 行政区画
- 街道:珞南街道、関山街道、獅子山街道、張家湾街道、梨園街道、卓刀泉街道、洪山街道、和平街道、青菱街道、八吉府街道、関東街道、花山街道、左嶺街道、九峰街道、清潭湖街道、東湖風景区街道
- 郷:天興郷

## 交通
- 武漢地下鉄・4号線、7号線

## 健康・医療・衛生
- 武漢市第三医院（光谷院区）
- 湖北省中医院（光谷院区）
- 湖北省婦幼保健院
- 湖北省傷痍医院